# Veuxhaulles-sur-Aube
Veuxhaulles-sur-Aube is een gemeente in het Franse departement Côte-d'Or (regio Bourgogne-Franche-Comté) en telt 259 inwoners (1999). De plaats maakt deel uit van het arrondissement Montbard.

## Geografie
De oppervlakte van Veuxhaulles-sur-Aube bedraagt 19,1 km², de bevolkingsdichtheid is 13,6 inwoners per km².
De onderstaande kaart toont de ligging van Veuxhaulles-sur-Aube met de belangrijkste infrastructuur en aangrenzende gemeenten.

## Demografie
Onderstaande figuur toont het verloop van het inwonertal (bron: INSEE-tellingen).